# Джим Моррісон
Джим Мо́ррісон (повне ім'я: Джеймс Даґлас Моррісон, англ. Jim Morrison, James Douglas Morrison; 8 грудня 1943, Мелборн, Флорида — 3 липня 1971, Париж, Франція) — американський музикант, поет і кінорежисер, вокаліст та лідер гурту «The Doors». Став культовою особистістю для рок-музики.

## Дитинство та юність
Був старшим сином у родині Моррісонів. Батько Джима зробив стрімку військову кар'єру на флоті, в сорок сім років ставши наймолодшим адміралом США. Але внаслідок такої служби родина Моррісонів дуже часто змінювала місце проживання та дуже рідко діти могли бачити свого батька, який майже весь час перебував у морі. Це позначилося на характері Джима. Вже в дитинстві він поводив себе досить нестримано. Він постійно знущався над своїм молодшим братом та сперечався з дорослими. Одним з місць проживання Джима був штат Нью-Мексико, де з ним сталася пригода, що змінила все майбутнє життя. Якось на шосе, коли Джим їхав з батьками в машині, він побачив, як перекинулося авто з індіанцями-робітниками. Цей випадок детально описаний у його тексті «Світанковий гайвей» («The Dawn's Highway»), одна фраза з якого повторюється в багатьох інших поезіях:
|  | Індіанську розбризкано кров на світанні побіля гайвею, примари заполонили крихку шкаралупу дитячого мозку (переклад С.Гіріка). |

Він потім вважав (це звучить як припущення в тому-таки тексті), що в той день одна чи дві душі загиблих індіанців оселились у його тілі. У школі він полюбляв шокувати учнів та вчителів жорстокими жартами та неадекватною поведінкою. Але незважаючи на погану поведінку, вчився Джим Моррісон дуже добре, рівень його інтелекту був значно вищий, ніж у його однокласників. У школі Джим почав серйозно цікавитись літературою. Він читав праці французьких філософів-екзистенціалістів, багатьох сучасних йому авторів, поетів-символістів. Також цікавився античними авторами та середньовічною демонологією. Найбільше враження на Моррісона справило вчення німецького філософа Ніцше та творчість французького поета Артюра Рембо. Вже в старших класах Джим почав писати вірші, деякі з яких використав у своїй ранній творчості.

## Університет

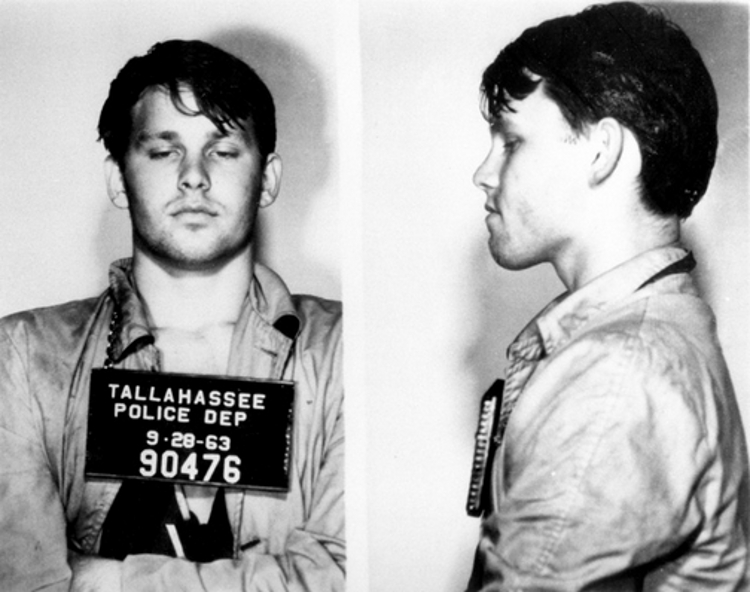
Під час арешту у Таллахассі через п'яний дебош на футбольному матчі

У Флоридському державному університеті в Таллахассі вивчав історію епохи Відродження, зокрема творчість Ієронімуса Босха, брав уроки з акторської майстерності й грав у студентських постановках п'єс.
Потім він навчався на кінематографічному факультеті Каліфорнійського університету, але ставився до навчання не надто серйозно, більше цікавився вечірками та алкоголем.
Наприкінці 1964 року Джим на Різдво приїхав до батьків. Це було востаннє, коли він бачився з ними. Через кілька місяців Джим написав батькам листа, у якому повідомляв, що хоче створити рок-гурт. Але не знайшов розуміння у батька, який відповів, що це невдалий жарт. Після цього на запитання про батьків Джим завжди казав, що вони померли. Судячи з усього, батьки теж прохолодно ставилися до Джима, бо навіть через багато років після його смерті відмовлялись коментувати творчість сина.
Фільм, який був його випускною роботою, не сприйняли ні викладачі, ні студенти. Джим дуже це переживав, навіть хотів покинути університет за два тижні до закінчення, але викладачі відмовили його від цього рішення.

## Приватне життя
Жодного разу не був одружений. В особистому житті Джим був прихильником «вільного кохання», він не обтяжував себе тривалими стосунками, знайти подружку не становило для нього проблеми, оскільки його група мала шалену популярність. Його подругою і музою до кінця його життя була Памела Курсон (повне ім'я — Памела Сьюзен Курсон) (англ. Pamela Susan Courson; 22 грудня 1946, Уід, Каліфорнія — 25 квітня 1974, Лос-Анджелес). Хоча в його житті було багато жінок, та він знав, що Памела теж не зберігає йому вірність, він завжди повертався до неї. Їй він присвятив декілька своїх пісень, зокрема «L.A. Woman». Померла Памела Курсон від передозування героїну через три роки після смерті Моррісона. Крім того, він підтримував стосунки та навіть одружився за вікканським обрядом із журналісткою Патріцією Кенеллі (англ. Patricia Kennealy; народилася 4 березня 1946, Бруклін, Нью-Йорк, США).

## Творчість

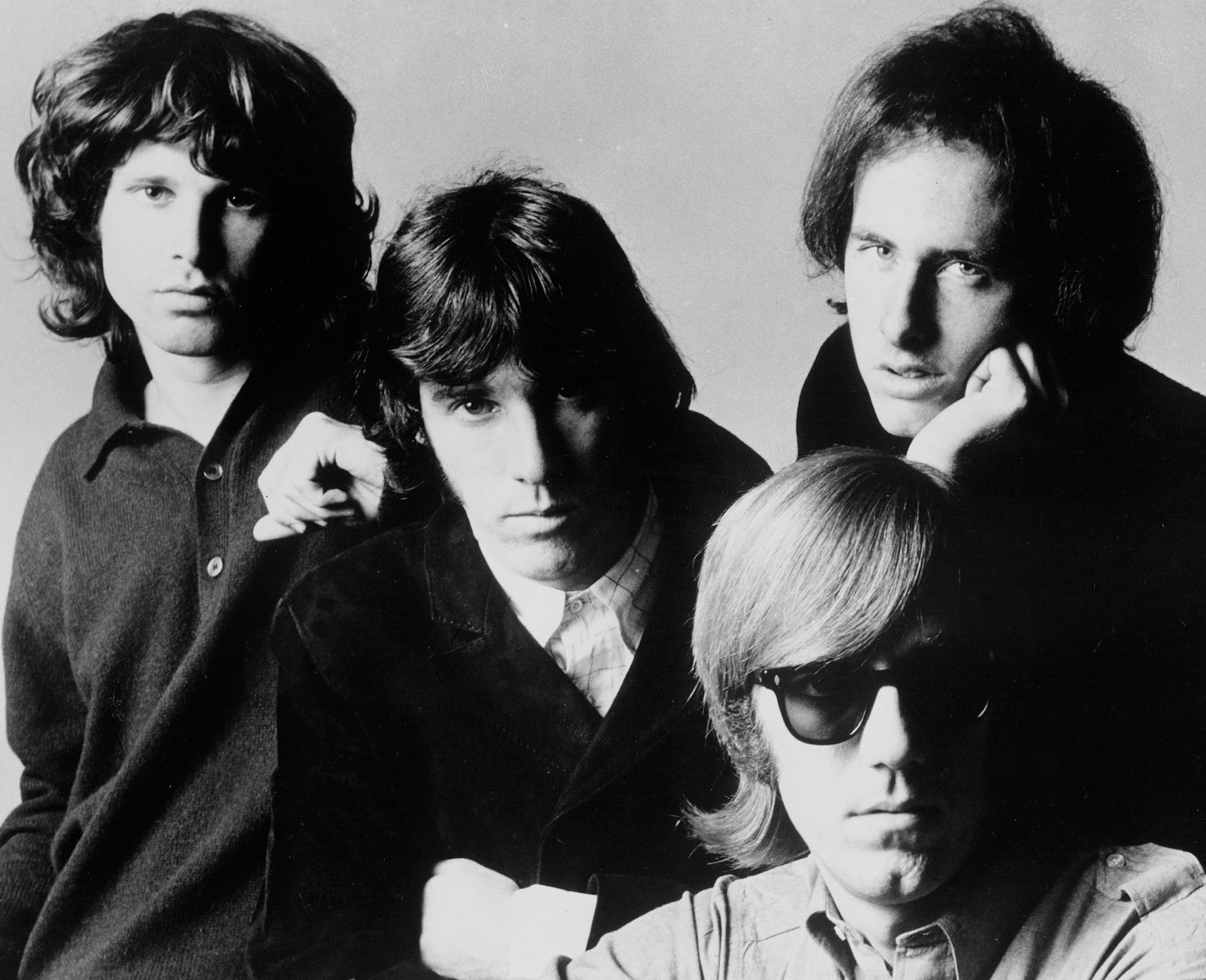
The Doors у повному складі

У 1965 році Джим створює групу, яку називає «The Doors». Сам Джим коментував назву так: «Двері. Є відоме. Є невідоме. Їх розділяють двері, ось ними я і хочу стати». Особливістю групи була відсутність бас-гітари, яку замінив електроорган. Після створення групи досить швидко був підписаний контракт зі студією «Columbia Records», також вони виступали у клубі «London Fog». На перших концертах Джим був невпевнений в собі, тому виконував пісні стоячи спиною до глядачів. На виступах Джим почав зловживати наркотиками, зокрема ЛСД, яке в той час можна було купувати легально. Співробітництво зі студією звукозапису виявилось недовгим, не видавши жодної пісні групи контракт було розірвано. Незабаром групу виставили і з клубу. Через деякий час група уклала контракт на виступи у досить відомому клубі «Whiskey a Go Go». За нестриману поведінку Джима, їх неодноразово виганяли з клубу, але завдяки проханням молодих фанаток до керівництва клубу, групу знов повертали. Виступи дуже подобались відвідувачам клубу, крім яскравої зовнішності, Джим міг загіпнотизувати публіку текстами своїх пісень та манерою поведінки на сцені, яка нагадувала рок-театр. Виконання композиції іноді продовжувалось до 20 хвилин, що для тих часів було незвичайно довго. В цей час групою зацікавився Джек Хольцман зі студії звукозапису «Elektra Records», невдовзі було підписано контракт.
У 1967 році вийшов перший альбом групи  — «The Doors», пісня з якого «Запали мій вогонь» («Light my fire») зайняла перше місце в хіт-параді Billboard. В цей час Джим з групою багато та успішно гастролюють. Саме тоді склався образ Джима як секс-символу покоління, який потім був розтиражований виданнями — худорляве обличчя, розкішна зачіска, оголений торс, вузькі чорні шкіряні штани.
Тоді в США поширювався антивоєнний рух проти війни у В'єтнамі. Джим не залишився осторонь та написав пісню «Невідомий солдат».

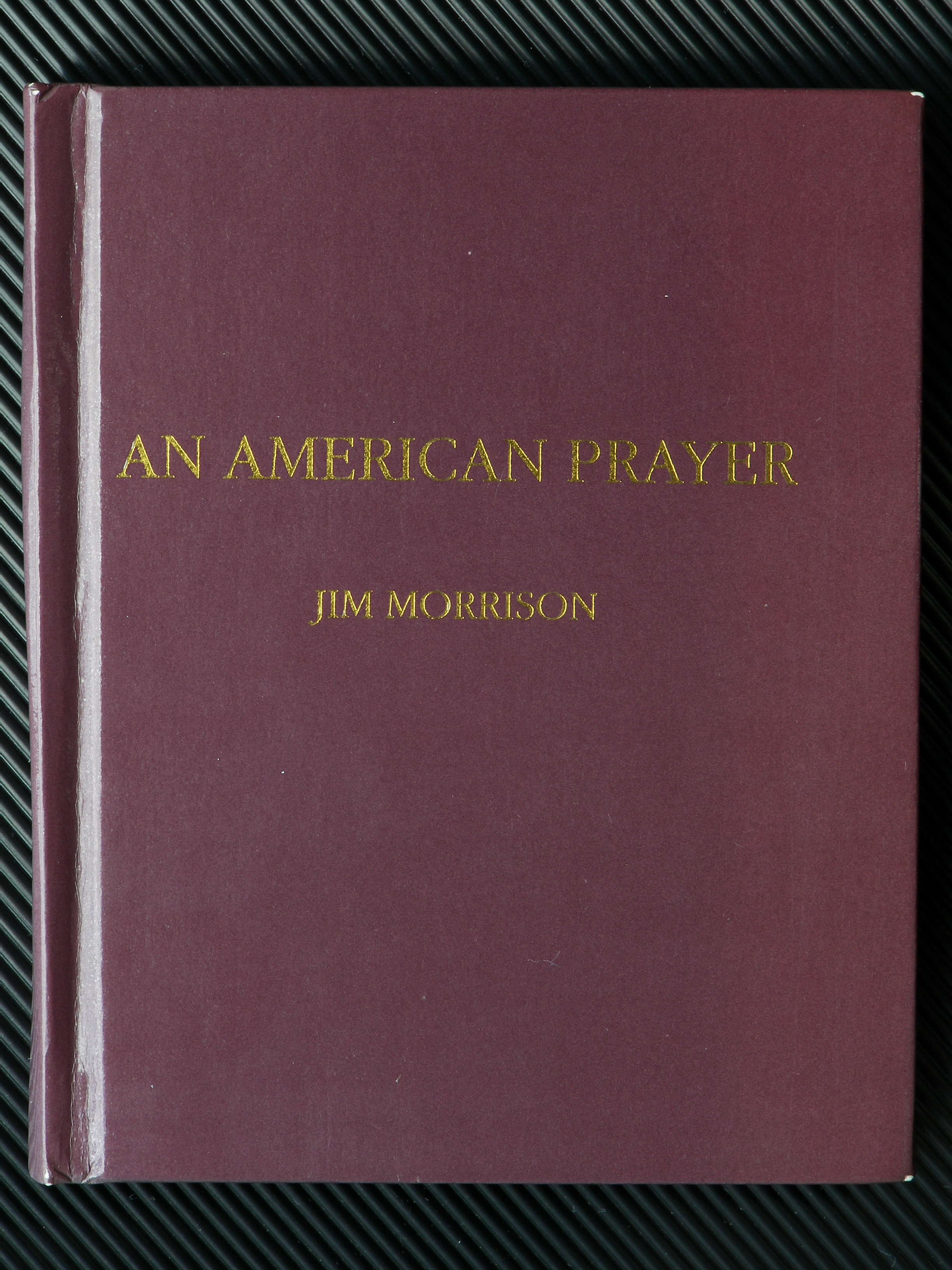
Збірка віршів Джима Моррісона, видана у липні 1970 тиражем 500 примірників

Зірковий статус почав обтяжувати Джима. Він хотів бачити свою групу як поєднання театру, поезії та якісної експериментальної музики. Але більшу частину глядачів приваблював скандальний образ Джима як секс-символу. Крім того, походження, освіта та інтелект ще більш відділяли його від аудиторії. Він ненавидів своїх фанатів та доволі часто глузував з них на концертах.
Третій альбом групи став дуже успішним, пісня «Привіт, я кохаю тебе» піднялася на вершину чартів. Під час концертів на підтримку альбому Джим провокував натовп шанувальників на сутички з поліцією. В 1969 в Маямі відбувся інцидент, який дуже позначився на подальшій долі Джима. Під час концерту в стані алкогольного сп'яніння він спробував роздягнутися на сцені. Прокуратура штату висунула обвинувачення Моррісону про непристойну поведінку в публічному місці. Це була кримінальна справа і йому загрожувало до 7 років позбавлення волі. Американська преса підняла хвилю протесту проти поведінки Джима, майже всі концертні зали відмінили його виступи. Джим був заарештований ФБР, та після внесення застави у 5000 доларів його відпустили. Цей інцидент вплинув на всю музичну індустрію — пункти проти аморальної поведінки почали вписувати у концертні контракти всіх груп, музиканти повинні були вносити грошову заставу, яка не поверталася в разі непристойної поведінки. Тільки через декілька місяців Джим зміг повернути довіру до себе, а п'ятий альбом групи «Morrison Hotel» отримав статус золотого. Публіка продовжувала сприймати Джима як бунтівника, але йому це не подобалось, і він вирішив сконцентруватись на зніманні кіно та виданні збірок своїх віршів.

## Смерть

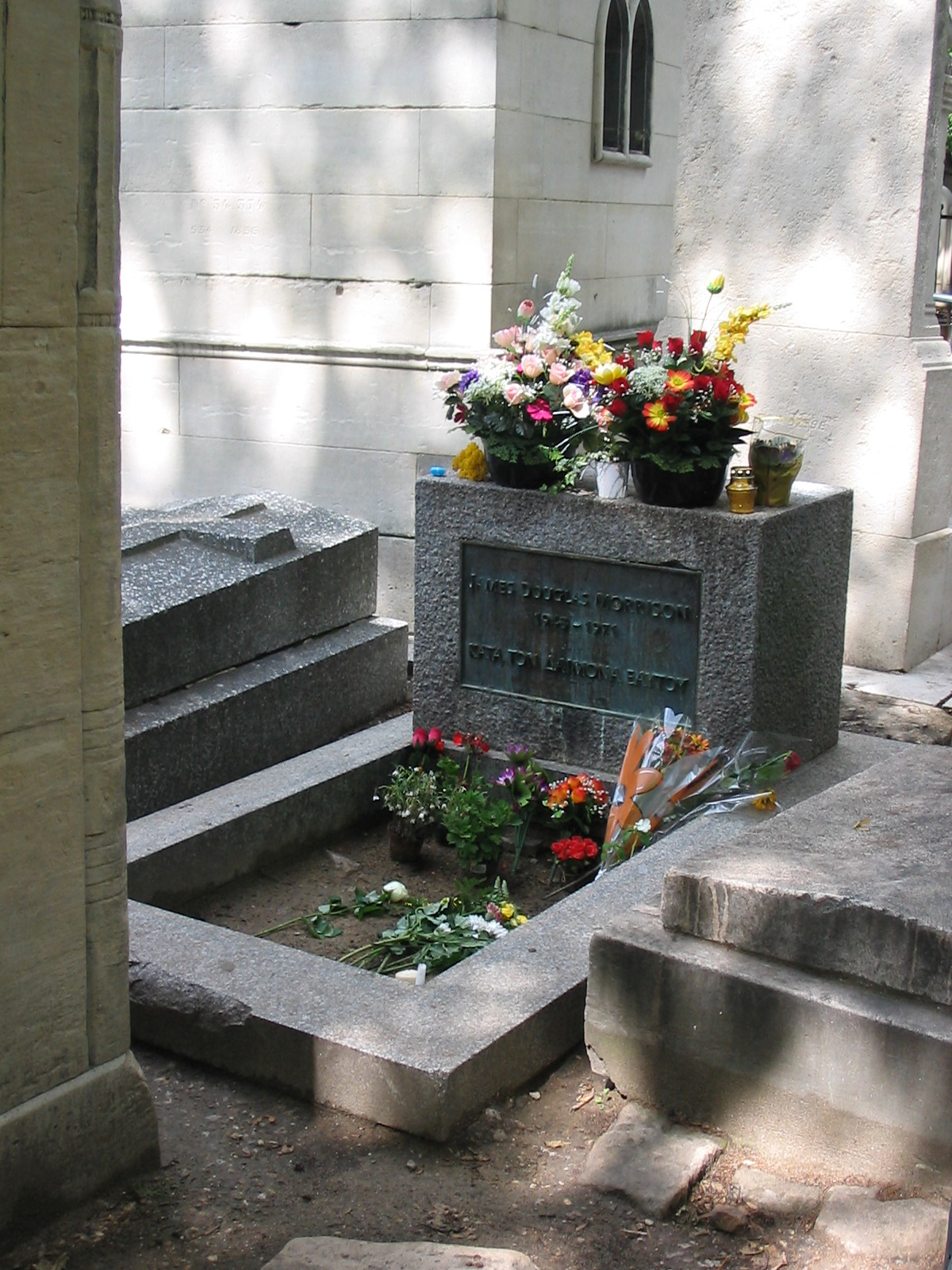
Могила Джима Моррісона на цвинтарі Пер-Лашез

Зловживання алкоголем, судові процеси, проблеми особистого характеру спричинили те, що Джим був морально виснажений, він навіть не зміг завершити свій останній концерт в Новому Орлеані, тому записавши матеріал для останнього альбому «L.A. Woman», він вирішив відпочити та поїхав у Париж із Памелою Курсон. Там він запив і став часто заглядати в клуб «Rock'n'Roll Circus», де у той час збиралися паризькі наркодилери й кримінальні авторитети. 3 липня 1971 року після чергового відвідування цього клубу Джим Моррісон помер. Тіло знайшли в його  купальні. Офіційною версією є смерть від серцевого нападу, але справжня причина невідома, — розтин тіла не проводили. Є кілька альтернативних версій смерті: передозування наркотиками, ліквідація Моррісона співробітниками ФБР в рамках боротьби з хіпі та ін. Дехто вважає, що Джим інсценував свою загибель. Його тіла не бачив ніхто, окрім Памели Курсон, ховали Моррісона в закритій труні, а більшість його друзів дізналась про смерть вже після поховання. Похований на цвинтарі Пер-Лашез у Парижі, могила є культовим місцем для фанатів навіть у наш час. Входить до так званого «Клубу 27» — це кілька музикантів, які, змінивши сучасну музику, померли у свої 27 років.

## Вплив на культуру
Джим Моррісон є однією з найхаризматичніших та найпопулярніших особистостей в історії рок-музики. Багато в чому саме він вплинув на створення образу рок-зірки як стильного, сексуального та агресивного співака. Він запровадив серед рок-музикантів моду на шкіряні костюми. Творчість «The Doors» вплинула на багатьох музикантів (Iggy Pop, вокалісти Creed, Velvet Revolver та ін). Крім того в наш час в США Моррісона вважають не тільки визнаним музикантом, але й видатним поетом, його творчість ставлять в один ряд з Вільямом Блейком та Артюром Рембо. Його ідеї нігілізму та життя на межі можливостей знаходять багатьох прихильників і в наш час.

## Кінематограф
Моррісон зняв авторський короткометражний фільм «Американська пастораль» (HWY: An American Pastoral, 1969), де виконав головну роль; у співпраці з Френком Лісіандро — документальний фільм про групу, названий Feast of Friends (1970). У 1991 р. режисер Олівер Стоун зняв художній фільм The Doors, в якому роль Джима зіграв Вел Кілмер. У 2010 р. режисер Том ДіЧілло зняв документальний фільм When You're Strange, який позиціонується як «Істинна історія The Doors» і фільм «анти-Олівера Стоуна».

## Поетичні збірки
- «Володарі» (1969)
- «Нові креатури» (1969)
- «Американська молитва» (1970)
- «Пустеля: Втрачені вірші Джима Моррісона» (1988)
- «Американська ніч: Втрачені вірші Джима Моррісона. Частина 2» (1990)

## Українські переклади
- Джим Моррісон. Американська молитва / переклад з англійської Мірека Боднара. — Івано-Франківськ: Видавництво «П'яний корабель», 2016. — 400 с. ISBN 978-966-97561-1-4
- Моррісон Дж. Д. Із циклу «Американська молитва» (З англійської переклав Сергій Гірік) // Кур'єр Кривбасу. — 2010. — Березень-квітень. — С.237-244.
- Моррісон Дж. Д. Поезії (З англійської переклав Михайло Бєлікчі) // Всесвіт. — 2010. — № 1-2.
- Моррісон Дж. Д. «Автостопник» (Американська пастораль) (З англійської переклала Катерина Оніщук) // Кур'єр Кривбасу. — 2012. — Червень-серпень.
- Моррісон Дж. Д. Вибрані вірші / З англійської переклали Олександр Фразе-Фразенко, Сергій Гірік, Михайло Бєлікчі. — Львів, 2013.  — 250 с.